# Idoceras
Idoceras – rodzaj głowonogów z wymarłej podgromady amonitów, z rzędu Ammonitida.
Żył w okresie późnej jury (oksford - kimeryd).